# 3756 Ruscannon
3756 Ruscannon è un asteroide della fascia principale. Scoperto nel 1979, presenta un'orbita caratterizzata da un semiasse maggiore pari a 2,4190495 UA e da un'eccentricità di 0,0598919, inclinata di 3,54398° rispetto all'eclittica.